# Sacre québécois
Pour l’article homonyme, voir Sacre.
 (novembre 2020).
 (novembre 2018).

Les sacres (synonyme de jurons au Canada) font partie du lexique du français québécois parlé.
Ils sont pour la plupart tirés de termes ayant trait à la religion catholique. En effet, l'Église catholique a bénéficié jusqu'à la Révolution tranquille d'une influence considérable dans la société québécoise.
L'usage de ces jurons, bien que courant, est beaucoup plus mal vu au Québec que ne le sont les gros mots en français de France.

## Histoire
Les sacres actuels, axés sur les accessoires liturgiques, sont apparus au Québec au milieu du XIXe siècle. Auparavant, les jurons employés en Nouvelle-France et durant la période l'ayant immédiatement suivie étaient les mêmes que ceux de la France, tels « sacredieu », « mort Dieu », etc..

## Utilisation
La plupart du temps, les sacres sont utilisés comme interjections pour souligner l'intensité d'une émotion, généralement la colère ou la stupéfaction. Certains les utilisent également pour faire état d'une grande diversité d'émotions comme la peur, l'envie, la joie ou même la reconnaissance. Un ouvrier qui s'assène accidentellement un coup de marteau sur un doigt ou un programmeur qui efface par inadvertance une journée de travail d'un simple clic termineront généralement l'expression orale de leur douleur par un juron bien senti, du genre : « Hostie de câlice! ».
Toutefois, le sacre n'est pas seulement composé d'interjections dans la langue populaire québécoise. Le sacre se fait aussi substantif (« P'tit crisse, le tabarnak! »), qualificatif (« Crisse que je t'aime! » ; « Une viarge de belle fille! » ; « Une calvaire de grosse montagne! » ; « Un câlice de bon vin! »), verbe (« J'ai crissé ma job là! » ; « J'vais t'en crisser une! ») ou même adverbe (« C'est crissement beau! »). La nature polymorphique du sacre permet en outre de générer des suites de sacres qui ont un sens grammatical et syntaxique, comme on bâtirait une phrase normale (exemple : « Hostie de criss de câlice de tabarnak! »).
Les sacres pouvant être considérés blasphématoires ou offensants envers la communauté religieuse catholique, ils peuvent être remplacés par des euphémismes comme « tabarouette » en lieu et place de « tabarnak », lequel est dérivé du mot « tabernacle ». Les sacres sont aussi utilisés dans le français acadien, mais plus rarement et avec des variantes régionales.
Concrètement, plusieurs de ces jurons traduisent le caractère profanatoire d'une référence à des objets ou à des personnages sacrés dans un contexte non religieux, condamné par le Deuxième commandement du Décalogue -- « Tu ne prononceras pas le nom de Dieu en vain » (Exode 20:7), ou quelque autre variante.
La majorité des sacres québécois et ceux qui sont endémiques au Québec font référence à la cérémonie de la communion considérée comme sacrilège par les huguenots calvinistes. Au Québec, celui qui jurait de la sorte se mettait à l'écart de la communauté religieuse, son comportement impliquait apostasie et rejet de l'Église. Toutefois, sacrer s'est répandu dans toutes les couches de la population, même chez les classes plus instruites.
Dans certaines municipalités, s’ils sont utilisés à l’égard d’un agent de la paix ou à outrance dans un endroit public, les sacres peuvent donner lieu à une contravention.

## Liste de sacres et leur signification
Pour simplifier[Interprétation personnelle ?], voici une liste des sacres les plus couramment entendus dans la société québécoise[réf. nécessaire].

### Baptême
Dérivé de « baptême », cérémonie religieuse par laquelle on témoigne être chrétien. Variantes douces : batinsse, batèche.
Utilisé à l'époque[Quand ?], peu utilisé par la jeunesse.
- « Baptême, sont où mes clés? » (Zut, où sont mes clés ?)
- « J'en ai mon baptême! » (J'en ai assez !)

### Batince (ou baptinse)
Atténuation de "baptême" exprimant une émotion comme la contrariété ou la satisfaction. Synonyme de putain !
- « Batince qu'il fait beau! » (Maudit qu'il fait beau !) (Patrick Senécal, Aliss, Éditions Alire, Québec, 2000, p. 349.)
- « J'suis heureux en baptinse! » (Je suis vraiment heureux !)

### Bâtard
Dérivé et homonyme de « bâtard », enfant de naissance plus ou moins honteuse. Variantes douces : batèche.
- « Hey, bâtard que je suis stressé… » Sert à amplifier le propos d'une phrase.
- « C'est un petit criss de bâtard! »

### Câlice

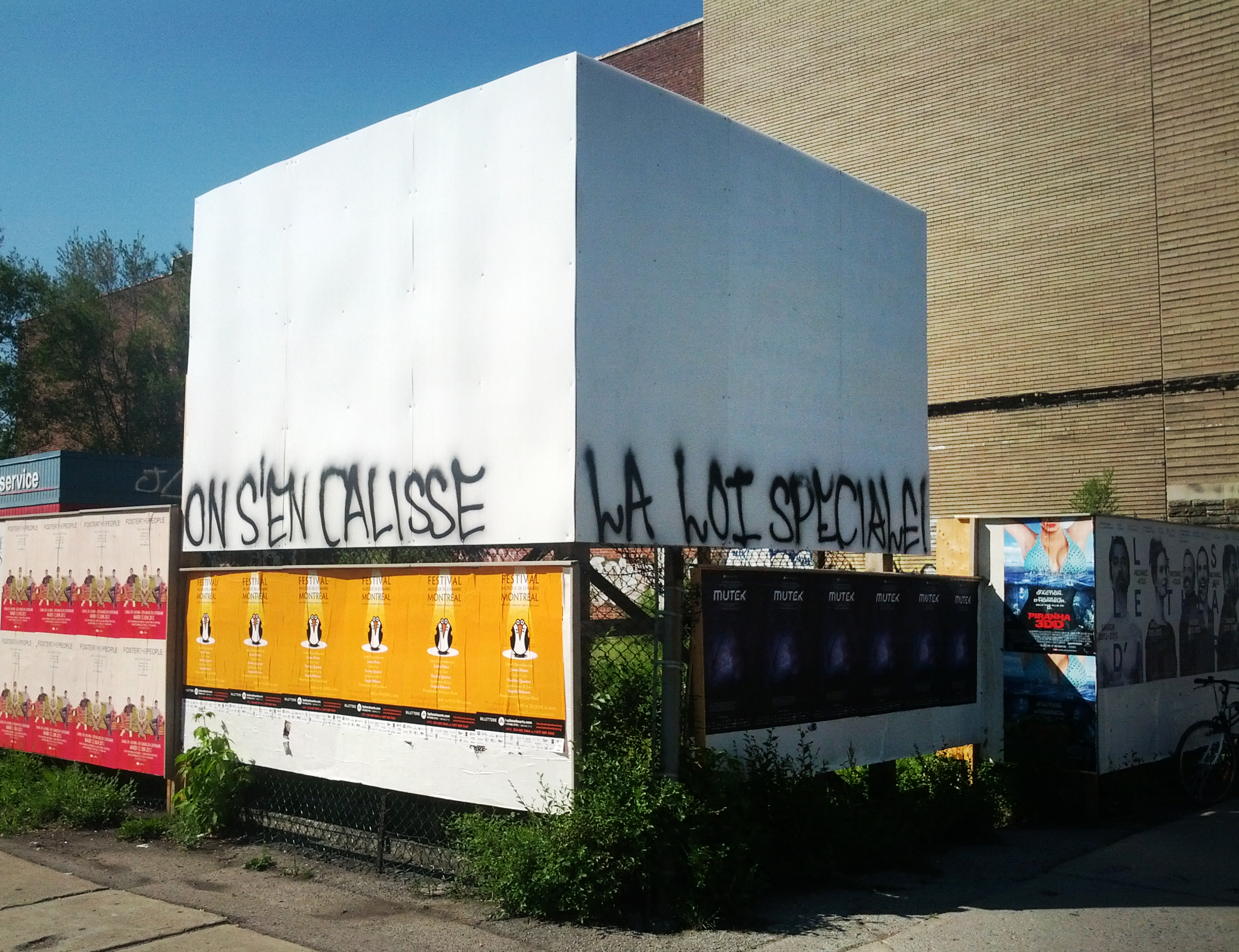
Un graffiti reprend La loi spéciale, on s'en calisse, un slogan populaire entendu lors des manifestations contre la loi 78 dans le cadre de la grève étudiante québécoise de 2012.

(Fréquemment utilisé) Provient de calice, le vase où est consacré le vin en tant que sang du Christ. Souvent écrit « câlisse ».
Variantes douces : câlique, câline, câline de bine, câlibine, calvasse, câliboire, colaye, câlache, caltor, colasse et calosse.
- « Pas encore, câlice… »
- « Câlice-moé patience avec ça ! » (fiche-moi la paix avec ça !)
- « J'm'en câlice ! » (je m'en fous !)
- « Câlice de char ! » (putain de voiture !)

### Calvaire
Provient de calvaire. Variantes douces : calvince, calvâsse.
- « Y'était en beau calvaire. » (Il était fâché.)
- « Quel calvaire… Calvaire! » (quelque chose de difficile)
- « J'ai d'la misère, oh calvaire! » (Paroles de la chanson Calvaire du groupe musical La Chicane)
- « Une calvaire de belle montagne! » (Marc Laurendeau dans « Le cours de sacre », Les Cyniques)

### Ciboire
Provient de ciboire, nom d'un vase sacré dans lequel on met les hosties. Variantes douces : cibouère, cibon, cibole, cibolaque, ciboulot, ciboulon, ciboulette, gériboire.
- « Ciboire de char qui part pas! » (Maudite voiture qui ne démarre pas !)
- « Un ciboire de ticket. » (Une putain de contravention.)

Peut aussi être dit : « saint-ciboire », ou des dérivés.
- « Saint-ciboire, qu'est-cé tu fais là? » (Mais que fais-tu là ?)
- « Je m'en contre saint-ciboirise. » (Je m'en fous éperdument.)

### Crisse
(Fréquemment utilisé) Provient de Christ.
Variantes douces : christophe, crime, criffe, cristi, crime-pof.
Si le « crisse » est utilisé à certains endroits dans une phrase, il peut devenir un nom, un verbe, un adjectif, un pronom et beaucoup d'autres.
- « Crisse de cave! » (Espèce d'imbécile !)
- « Ça fait crissement mal! » (Ça fait vraiment très mal !)
- « Toé, mon p'tit crisse! » (Toi, mon petit garnement !)
- « J'm'en crisse! » (Je m'en fous !)
- « J'm'en contre-crisse! » (Je m'en contre-fous !)
- « Au plus crisse! » ou « Au p.c.! » ou « Au plus sacrant! » (Au plus vite !)
- « M'a t'en crisser une! » (Je vais te frapper !)
- « C'est d'la crisse de folie! » (Tout ça est complètement fou !)
- « C't'un [contraction de « c'est un »] crisse de fou! » (Il est vraiment fou !)
- « Ça sent le crisse! » (Ça chlingue !)
- « Quossé [contraction de « qu'est-ce que »] tu crisses? » (Mais que fabriques-tu ?)
- « Viens donc me dire ça dans' face mon gros crisse! » (Viens donc près de moi pour me répéter ce que tu viens de dire !)

### Diable
Provient du Diable (démon, enfer). Variante douce : démon. Se prononce souvent « yâble » ou « yâb' ».
- « Va au Yâble! » (Va en enfer !)
- « Va-t'en chez l'yâble! » (Va te faire foutre !)
- « Ça parle au yâble! » (Je ne crois pas ce que tu dis !)
- « C'est pas yâble! » (Ce n'est pas bon, ou c'est difficile, ça donne du fil à retordre.)

### Esprit
Juron doux qui provient du mot Saint-Esprit. Il est souvent utilisé seul et comme exclamation de surprise, exaspération, rage ou peur.
- « Esprit! C'est quoi ca? » (Mon Dieu, c'est quoi ca?)

### Étole
(Très peu utilisé en ville.) Provient de la bande ornée que le prêtre porte sur les épaules. Variante : géritole.
- « Mon étole! » (Insignifiant !)
- « C'est dull en étole! » (C'est très ennuyant !) (Le mot dull signifie « ennuyant » en anglais.)

### Jérusalem
(Très peu utilisé, principalement en région.) Être choqué, surpris ou consterné. Est déjà un juron considéré doux, remplace un sacre plus agressif. Variante : doux Jérusalem (allonger le juron lui attribue une émotion plus importante). Exemples :
- « Jérusalem, ça a pas d'bon sens! »  (Cela n'a aucun sens.)
- « Lâche-moé, Jérusalem! » (Non mais, tu vas me laisser tranquille !)
- « Doux Jérusalem, quessé ça? » (Mais qu'est-ce que c'est que ça ?)

### Maudit
Provient de la malédiction en général. Variantes douces : maudine, mautadine, mautadit. Exemples :
- « Toé, mon p'tit maudit! » (Toi, mon petit garnement !)
- « Maudit niaiseux! » (Espèce d'imbécile !)
- « Y en a en maudit! » (Il y en a beaucoup !)
- « Y est en maudit! » (Il est fâché !) (Autres exemples d'expressions québécoises ayant la même signification : « être à boutte », « être en crisse », « être en maudit tabarnak »...)

Aussi usité en France.

### Mausus
Variation atténuée de maudit, influencée peut-être par la prononciation anglaise de Moïse (Moses).
- « Mon p'tit mausus, arviens icitte tu'suite! » (Mon petit garnement, reviens ici tout de suite !)
- « Mausus qu'chus tanné! » (Maudit que j'en ai assez !)

### Ostie, estie, osti, esti, asti, sti
(Fréquemment utilisé) Proviennent de hostie, le pain eucharistique. Quelques variantes plus douces existent comme « hostifi » (qui peut aussi s'écrire sans h).
Exemple :
- « Ostie qu'y fait frette! » (Il fait vraiment froid !)

### Sacrament
Provient de sacrement. Il existe des variantes plus douces telles que « sacristie ». Il peut aussi être combiné pour donner « saint-sacramant ».
Exemples :
- « Sacrament, y va-tu continuer longtemps ? »
- « Sacrament que tu me tapes sur les nerfs ! »
- « Comment vous me r'connaissez pas ? Oh, ben sâcrement ! » (Gilles Vigneault)

### Sacrant
Provient du mot sacre.
- « Fais-moi ça au plus sacrant! » (Fais-moi ça dans les plus brefs délais !)
- « C'est vraiment sacrant! » (C'est réellement navrant !)

### Sacrifice, Sacréfice
Sacre plus doux qui provient du mot sacrifice, en relation avec le sacrifice du Christ.
- « Sacréfice ma belle! Pourquoi as-tu fais ca? »

### Saint, Sainte
Provient du mot saint et est attaché en avant d'un autre sacre (ex. « saint-sacrament », « saint-simonaque », « saint-ciboire », etc.). Peut aussi être dit seul sous forme de "Sainte!", comme exclamation au début ou à la fin d'une phrase.
- « Ça va mal, saint-sacrament… »

### Saint-chrême
(Très peu utilisé) Provient de l'huile sainte utilisé lors des sacrements du baptême, de la confirmation et de l'ordination.
- « Saint-chrême, t'aurais pas dû faire ça ! »

### Simonaque

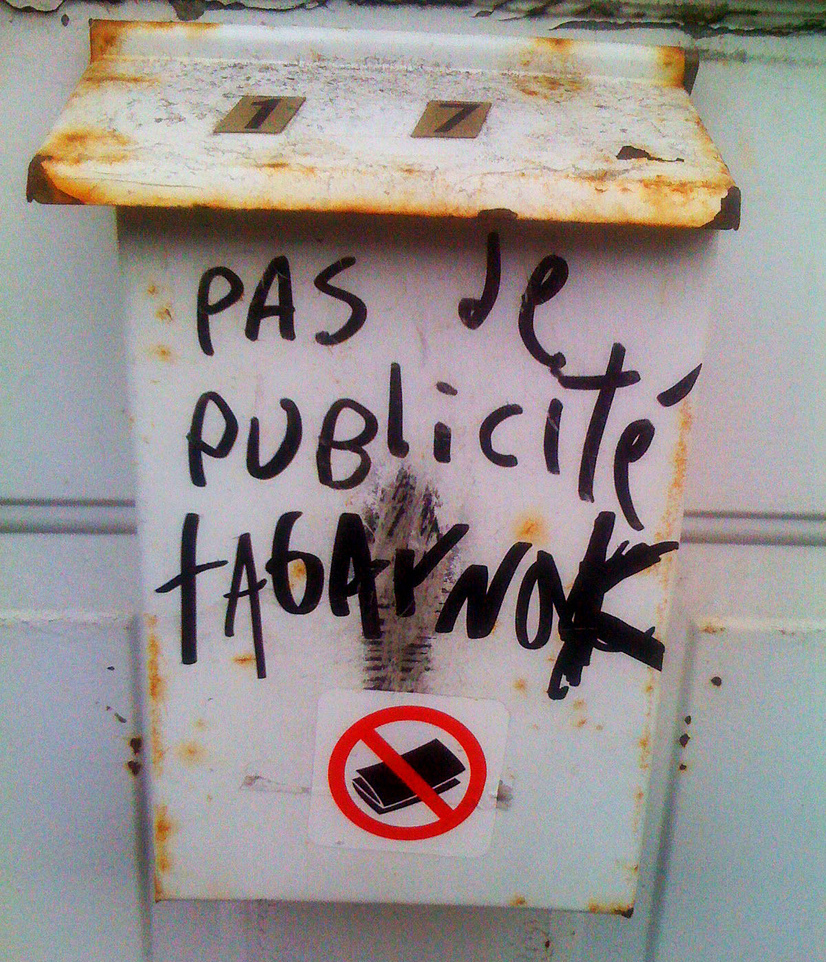
Graffiti utilisant le sacre québécois.

Provient peut-être de « simoniaque », quelqu'un qui commet le péché de simonie.
- « Simonaque de température ! »
- « Simonaque de volley-ball »

### Tabarnak
(Fréquemment utilisé) Provient de tabernacle, le meuble où est rangé le ciboire contenant les hosties. Aussi écrit tabarnac ou tabarnack, c'est un des jurons les plus fréquemment utilisés en québécois.
Variantes douces : tabarnouche, tabarnoune, tabarnache, tabarnane, tabarnik, tabarouette, tabarnage (rarement utilisé), barnak, tabeurn (à l'anglaise), tabarslak, tabeurslak (à l'anglaise), tabaslak, taboire/tabouare (amalgame avec ciboire), tarnane, taber, ta' (diminutif ; il faut prolonger le a, voire avec un h prononcé).
- « Tabarnak! Encore une défaite ! »
- « Viens icitte, mon tabarnak! » (Viens me voir, petit con !)
- « Esti de tabarnak! » (hyperbole de sacres provenant d'une émotion vive comme la colère, la surprise, l'humour…)
- « Bin mon tabarnak! » (Ah bien toi là !)
- « Ostie de tabarnak! » (Bordel de merde !)
- « Y'en avait en tabarnak! » (Il en avait beaucoup !)
- « Ch'tais en tabarnak! » (J'étais en furie!)

### Torrieux
Provient de « tort à dieu ».
- « Torrieux, j'comprends rien! » (Merde, je ne comprends rien !)
- « Hé, mon torrieux! » (Emmerdeur !)

### Viarge
Provient de vierge.
- « Viarge qu'est belle! » (Putain qu'elle est jolie !)
- « Bout d'viarge! » (Putain! J'en ai assez !)

### Jésus de plâtre
Principalement utilisé par les personnes plus âgées, rarement employé par les moins de 50 ans. Ce juron est fréquemment combiné à d'autres sacres, comme dans l’exemple suivant :
- « Y sont mieux de jamais m'envoyer une facture, parce que ça va brasser en Jésus de plâtre de câliss! » (S'ils m'envoient une facture, la situation va s'envenimer de façon draconienne !) (Citation tirée d'un coup téléphonique orchestré par les Justiciers masqués.)[5].

## Degré des sacres
En raison de l'héritage religieux québécois et des traditions religieuses d'avant la laïcisation, certains sacres sont considérés comme de réels blasphèmes par une partie des québécois, alors que d'autres sacres sont simplement considérés comme des jurons. Ainsi, les termes « hostie », « câlice », « crisse », « sacrament » et « tabarnak » sont parfois perçus comme réellement blasphématoires ou trop violents.
L'utilisation de « maudit », « mausus », « viarge », « saint-chrême », « torrieux » et « calvaire » est moins courante qu'auparavant et ces termes sont moins utilisés par l'ensemble de la population. Ils sont surtout utilisés par les personnes plus âgées. En revanche, « hostie », « câlice », « crisse » et « tabarnak » sont désormais les plus usités des sacres. Ils restent néanmoins considérés comme relevant d'un registre de langue assez « bas » et complètement informel. Règle non formelle, plus un sacre a de syllabes ou est étiré, plus le degré du sacre est important. Ainsi, « être en crisse » est beaucoup moins fort qu'« être en tabarnak », considéré comme le summum, à moins d'y accoler d'autres sacres, comme ceci : « être en crisse d'ostie de câlice de tabarnak ».

## Déformations

### Noms
Les sacres peuvent aussi être utilisés à titre de noms.
- Être en [beau] câlice/crisse/maudit/sacrament/tabarnak : être en colère.
- Le p'tit tabarnak, y m'a volé mon portefeuille.

### Verbes
Il existe plusieurs formes de verbes dérivés des sacres, chacun pouvant avoir de multiples significations selon la situation, et il est même possible d'utiliser un sacre sous forme de verbe pour remplacer presque tous les autres verbes. Par exemple : « M'a tout' câlicer ça là avant qu'on crisse le camp dans l'clos. » Les verbes « mettre », « laisser » ou « donner » sont les verbes les plus facilement remplaçables par un sacre. Le mot « sacre » lui-même devient verbe : « sacrer une volée » signifiant « ruer de coups ».
Les sacres-verbes les plus connus sont :

#### Crisser et décrisser
- Crisser une volée : donner une raclée
- Crisser la paix : laisser tranquille
- Crisser patience : foutre la paix
- Crisser ça là : abandonner
- Crisser son camp : s'en aller, partir
- Crisser au bout de ses bras : lancer de toutes ses forces
- Crisser quelque chose dans/sur quelque chose : mettre sur, ajouter à
- Crisser dans' marde : faire des misères, créer des ennuis
- Crisser dans' bouette : pousser dans la boue
- Crisser l'feu à cabane : incendier la cabane / mettre de l'ambiance
- Décrisser : s'en aller, partir
- Décrisser, ou encore déconcrisser quelque chose : démolir
- Se faire crisser dehors : se faire licencier, se faire jeter dehors
- Se faire crisser là : se faire larguer
- S'en crisser : s'en foutre complètement
- S'en faire crisser toute une : se faire battre à plates coutures (dans un sport), ou se faire battre au sens littéral du mot
- Y crisser un poing s'a ou sua [contraction de « sur la »] gueule/yeule : le frapper au visage

#### Câlicer et décâlicer
- Câlicer une volée : donner une raclée
- Câlicer la paix : laisser tranquille
- Câlicer patience : foutre la paix
- Câlicer ça là : abandonner
- Câlicer son camp : s'en aller, partir
- Câlicer au bout de ses bras : lancer de toutes ses forces
- Se faire câlicer : Se faire battre à plates coutures/se faire défoncer
- Décâlicer : s'en aller, partir
- Décâlicer quelque chose : démolir
- Se décâlicer : S'enivrer à l'excès
- Se faire câlicer dehors : se faire renvoyer
- S'en [contre-]câlicer : s'en foutre complètement
- S'en faire câlicer toute une : se faire battre à plates coutures (dans un sport)
- Être tout décâlicé : brisé, amoché (en parlant d'une chose ou même du moral ou de l'état d'esprit d'une personne)
- Être décâlicé de la vie : être déprimé, être malade

### Adverbes
Plusieurs sacres se transforment en adverbes, utilisés pour amplifier un adjectif.

#### Crissement
- « C'est crissement bon comme film! »

#### Câlicement
- « C'est câlicement beau! »

#### Mauditement
Parfois prononcé « maudiment » ou « maudiement ».
- « C'est mauditement beau! », « C'est beau en maudit! » (C'est très beau !)

#### Tabarnaquement
Très rare, voire inexistant dans certaines régions.
- « C'est tabarnaquement bon! » La tournure plus populaire serait : « C'est bon en tabarnak! »

## Orthographe
Il importe de remarquer que les sacres apparaissent sous diverses formes écrites. Sur Internet, où est le mieux représenté le langage écrit-parlé[réf. nécessaire], l'on peut trouver « tabarnak », « tabarnaque », « tabarnac » et même « tbk » (version abrégée du terme), qui gardent tous la même prononciation. Il en est ainsi pour tous les sacres.

## Effet intensifiant
Utiliser un sacre a pour effet d'amplifier le sens de la phrase ou du mot. Dire : « Tu m'énarves, tabarnak » marque un niveau d'émotion plus important que : « Tu m'énarves ». « Y fait frette, câlice » marque un énervement par rapport au froid plus grand que : « Il fait frette ». « Un crisse de gros rat » est plus gros qu'« un gros rat ». « Un ostie de cave » est plus idiot qu'« un cave ». « Un câlice de bon film » est meilleur qu'« un bon film », etc. Dans cet esprit, Un « crisse de tabarnak de saint-ciboire de saint-sacrament de câlice d'ostie de colon » marque un très fort niveau d'énervement par rapport à l'auteur d'une idiotie perçue ou avérée.

## Combinaisons de sacres
Utiliser plusieurs sacres les uns avec les autres peut amplifier leur effet, ou leur faire prendre un nouveau sens.
Exemple : « Câlisse de crisse » ou « Saint-ciboire de tabarnak! » ou « Ostie de câlice de saint-sacrament! » ou, plus défoulant et avec plus d'impact : « Câlice d'esti de calvaire de tabarnak d'ostie d'ciboire de sainte-viarge! »  Il en existe encore beaucoup d'autres, par exemple, des plus courts tel que : « Câlice de crisse de tabarnak » et « Ostie de câlice de tabarnak » (qui est très fréquent). Les combinaisons de sacres peuvent aussi contenir des insultes et des grossièretés. Par exemple, « Criss d'épais ».
Combiner les sacres est un art, et, à moins d'avoir passé beaucoup de temps en compagnie de Québécois et de bien connaître la culture québécoise, il n'est pas conseillé pour un nouvel arrivant d'utiliser ces termes ; il ne faut pas oublier qu'il s'agit de jurons. Aussi bizarre que cela puisse paraître, il y a des combinaisons qui ne sont pas utilisables et qui sont risibles aux oreilles des locaux. Un sacre prononcé avec un accent autre que québécois sonne faux. Une mauvaise utilisation des sacres ou une combinaison boiteuse peut rapidement faire perdre toute crédibilité au locuteur. Par exemple, un « tabarnak de sacrament » ne se dit jamais, ni un « con de sacrament ». Un « tabarnak d'hostie », non (à moins qu'on parle de l'objet, ce qui est plus que rare — dans ce cas par contre, on dira une tabarnak d'hostie), un « tabarnak d'hostie de con », oui; un « con de tabarnak », seulement avec un très fort accent tonique et syllabique sur la finale. Les sacres sont davantage réservés aux discussions familières, amicales ou grossières lors de circonstances privées, dans certains milieux de travail ou lors de colères. Ils peuvent créer un fort sentiment chez certaines personnes, car il s'agit de mots chargés fortement, à réserver aux personnes familières ou aux situations de colère.
Dans la culture populaire du sud du Québec il est possible d'entendre la combinaison « Mauditcul » qui signifie une combinaison de « Maudit » et « cul ».
On peut retrouver aussi « Tabarfuck de crisscul » une combinaison plus intense originaire des web épisodes « Contrats de d'gars » mettant en vedette Alexandre Champagne et Jonathan Roberge. On peut aussi retrouver la variation « Tabarcriss ».

## D'une possible origine protestante
Après l'assassinat de Henri IV, la Contre-Réforme gagne du terrain en France. Les millions de protestants (calviniste, huguenots) de France seront obligés de se convertir ou de s'exiler. L'origine des habitants recrutés pour vivre en Nouvelle-France correspond aux régions de forte concentration protestante. Les mots utilisés dans les sacres du Québec reflètent très précisément l'opposition des calvinistes sur la sacralisation de la Cène par exemple. Pour eux, un curé ou un pape ne peut pas transformer de l'hostie en corps du Christ. Cette opposition à la messe aurait été interdite en Nouvelle-France.

Foyers de protestantisme en France au XVIe siècle.

Immigrants français Nouvelle-France 1608 - 1700.

Cela permet d'expliquer qu'à partir d'une vingtaine de mots, plus de quatre cents euphémismes ont été créés, sans compter une morphologie, une grammaire et des milliers de combinaisons, toutes présentes également sur le territoire du Québec.
Malgré leur clandestinité avant le vingtième siècle, l'origine des sacres remonterait au temps de Henri IV (roi de France), Samuel de Champlain, Hélène Boullé et Pierre Dugua de Mons, tous calvinistes dans leur enfance et de l'arrivée de la Compagnie des Cent-associés.

### Champ sémantique
Les sacres du Québec sont en phase avec l'opposition des calvinistes contre la messe Catholique.
« Les réformateurs rejettent unanimement la transsubstantiation... Il faut comprendre la haine qu’ils ressentent face à ce qu’ils perçoivent comme une supercherie. »
Le champ sémantique inclut aussi l'opposition au Culte marial (viarge) et même de la simonie (simonaque). Ils sont en français plutôt qu'en latin, et incluent même Jean Calvin tel quel (Calvin, calvinisse), ce qui en indiquerait une origine dans la population ainsi que l'interdiction de ces mots en Nouvelle-France.

### Origines des habitants
Un tiers des habitants qui s'enracinent en Nouvelle-France viendra du pays de Caux, la partie nord de la Normandie. «Le Pays de Caux... formait une sorte de triangle délimité par les villes portuaires de Rouen, Dieppe et du Havre. Ces trois communautés ressortent comme les seuls vrais points de concentration, parfois remarquables»  sans oublier que « Le Pays de Caux abritait vraisemblablement la plus grande concentration de protestants ruraux au nord de la Loire. » Un autre tiers de l'immigration provenait de la région Poitou-Angoumois-Aunis et Saintonge, où vivait la plus grande concentration de Huguenot à cette époque. Rouen comme La Rochelle avait été protestante pendant les Guerres de Religion (France).
Cette origine géographique est connue depuis longtemps dans le contexte des "filles à marier". «L'étude de l'émigration féminine au Canada au XVIIe siècle s'est limitée traditionnellement à une ‘historiographie de l'immoralité’. [Mais] des corrélations importantes apparaissent entre les protestants français et l'émigration féminine. Les zones géographiques où les filles à marier étaient recrutées coïncident avec les aires protestantes. »
Durant toute la période de la Nouvelle-France, le recrutement vers la Nouvelle-France est fait dans les châteaux-forts protestants de France à mesure des gains et des pressions de la Contre-Réforme pour convertir cette population, rendant la vie progressivement plus difficile pour eux.
Cette hypothèse implique qu'à l'origine, les sacres du Québec sont l'expression d'idée anti-catholiques et anti-cléricales, interdite en Nouvelle-France.

## Présence dans la culture populaire
Faisant partie intégrante du langage québécois, les sacres et jurons apparaissent régulièrement dans les œuvres littéraires (pièces de théâtre de Michel Tremblay), télévisuelles ou cinématographiques réalisées au Québec. Une scène typique apparaît dans le film de comédie Bon Cop, Bad Cop, où un personnage francophone québécois interprété par Patrick Huard explique les subtilités des déclinaisons des sacres au Québec en noms, verbes et adjectifs à un personnage anglo-ontarien interprété par Colm Feore. Les films Elvis Gratton possèdent également un large répertoire de sacres et jurons.
Yvon Pedneault, se croyant hors d'onde à l'anthologique émission La soirée du hockey, réputée pour l'emploi de vocabulaire étayé et soutenu, fut pris en flagrant délit à employer le mot tabarnak pour décrire le nouveau chandail bleu poudre des Thrashers d'Atlanta.